# Monument Matthias Corvin
Le Monument Matthias Corvin (Monumentul Matia Corvin en roumain ; Mátyás király emlékmű en hongrois) est un monument situé à Cluj-Napoca, en Roumanie.
Ce groupe statuaire en bronze, classé aux monuments historiques (CJ-III-m-A-07819), fut réalisé par le sculpteur János Fadrusz et inauguré en 1902. Capitale de la Transylvanie, la ville faisait alors partie, au sein de la double monarchie, du royaume de Hongrie. Le monument est situé sur l'actuelle Place de l'Unité et représente Matthias Corvin, roi de Hongrie, entourés de quatre généraux et grands officiers de la Couronne.
L'idée d'élever une statue dédiée au roi Matthias, né dans cette ville, est venue en 1882, date à laquelle le Conseil législatif de la ville décide de sa création. Le modèle présenté par János Fadrusz est adoptée à l'unanimité en 1894 et remporte le premier prix à l'Exposition universelle de 1900 à Paris. Le coût élevé du monument,  financé par des souscriptions publiques en retarde l'inauguration. Celle-ci a finalement lieu le 12 octobre 1902 après que les différentes statues de bronze aient été acheminées par le train de Budapest. Le socle, représentant un bastion de l'enceinte fortifiée de la ville qui figure sur ses armoiries, est l’œuvre de l'architecte Lajos Pákey.
János Fadrusz est récompensé pour cette œuvre d'un doctorat honorifique des universités de la ville et reçoit, en novembre 1902, le titre de citoyen d'honneur.
Le monument est composé de quatre sculptures qui entourent la statue de Matthias Corvin. De gauche à droite sont représentés : Pál Kinizsi ou Pavel Cneazu en roumain, parfois aussi désigné sous le nom de Paul Chinezu, Balázs Magyar, István Szapolyai et István Báthory, Ștefan Báthory de Ecsed, en roumain, grand-père de Étienne Báthory.
La statue équestre est mentionnée dans le roman La Femme chocolat de Gib I. Mihăescu, où il symbolise à la fois l'errance et les fantasmes du personnage principal, Lucian Negrișor.
Ce monument est devenu avec le temps emblématique de la ville de Cluj. Une restauration en a été faite dans les années 2010-2011, sous la direction de Tibor Kolozsi.

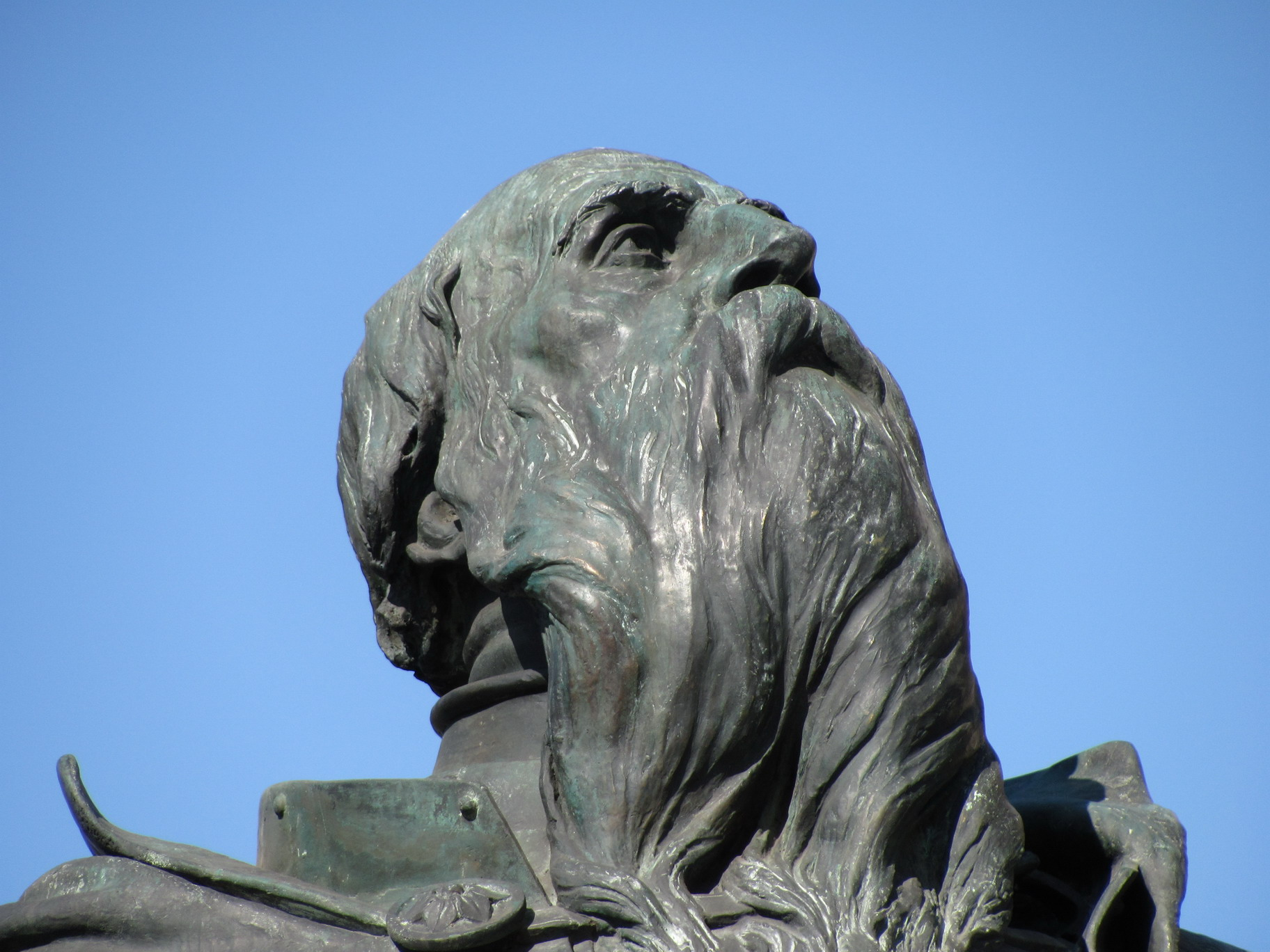
Balázs Magyar
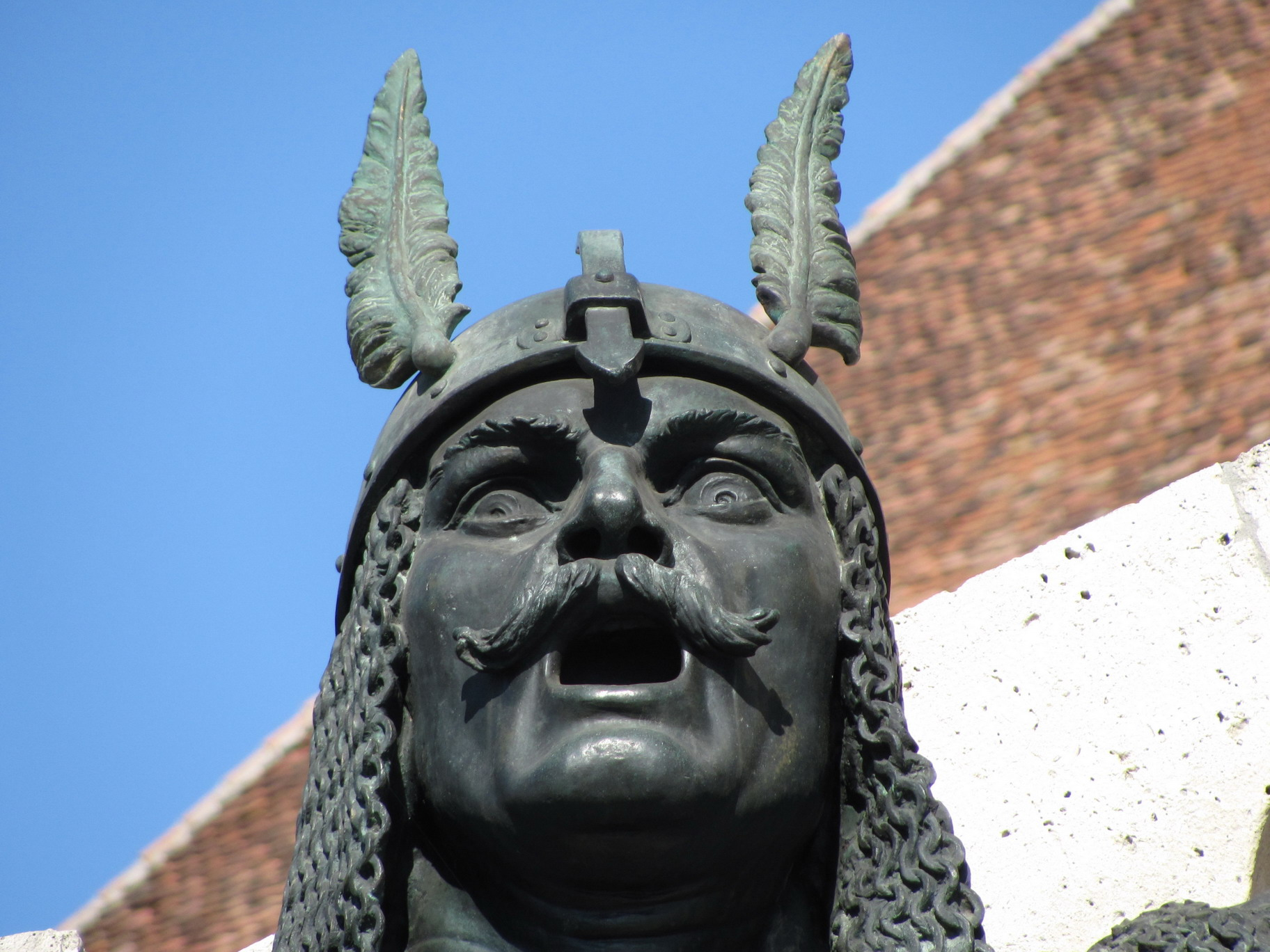
Pál Kinizsi
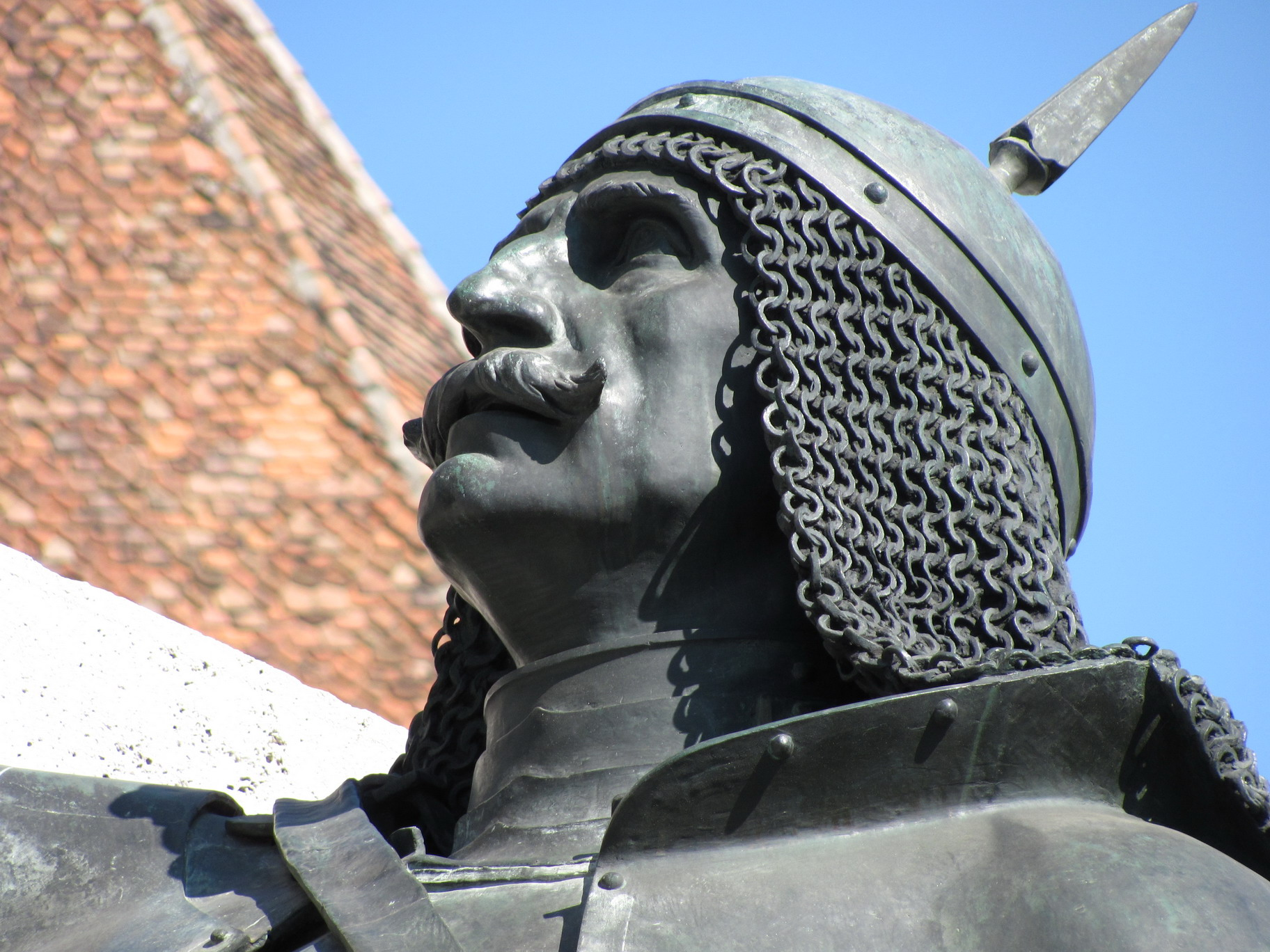
István Báthory
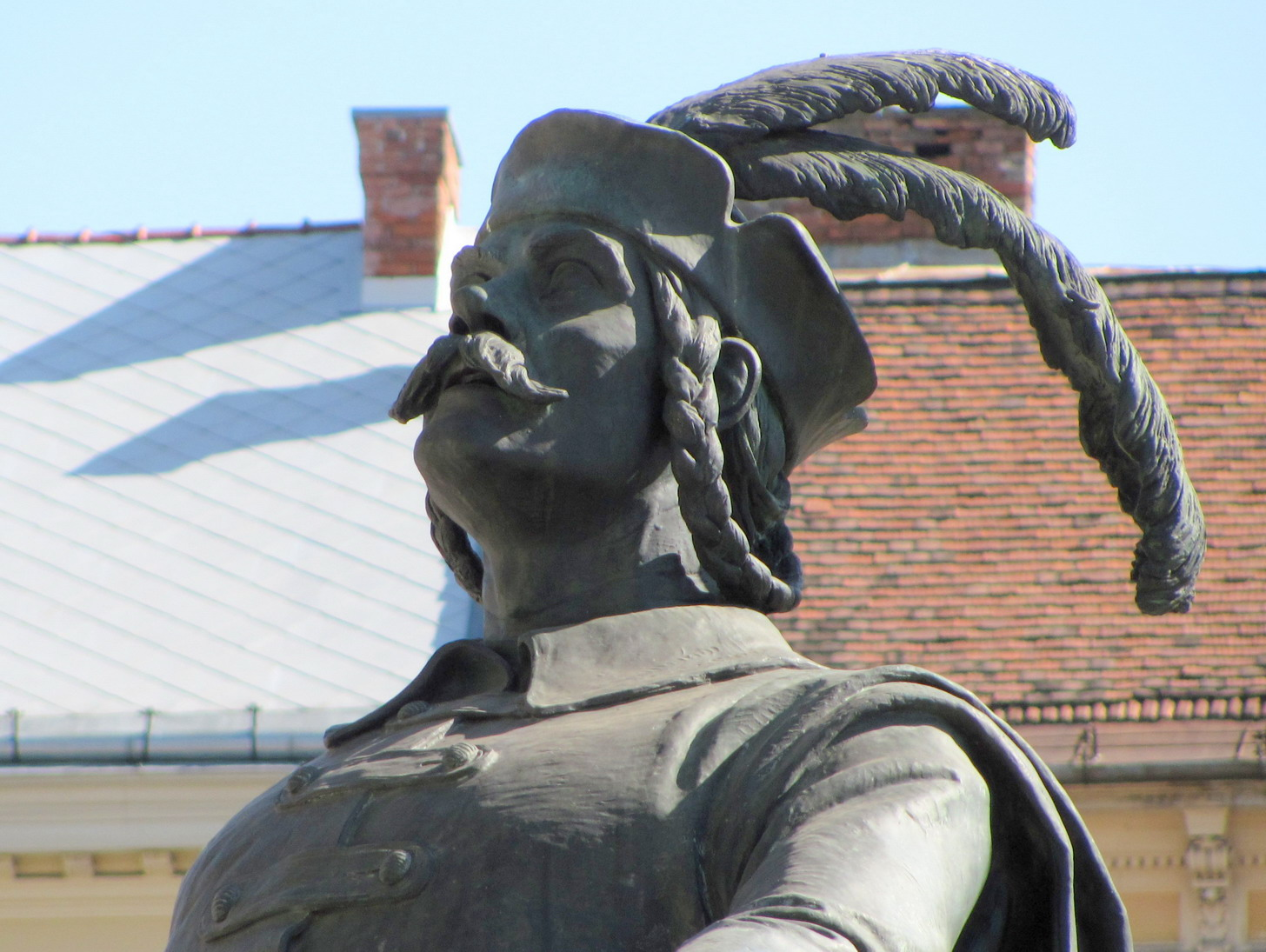
István Szapolyai